# Lagophylla minor
Lagophylla minor là một loài thực vật có hoa trong họ Cúc. Loài này được (D.D.Keck) D.D.Keck mô tả khoa học đầu tiên năm 1958.